# 陆清都
陆清都（？—？），名字失载，字清都，河南洛阳人，外都大官、散骑常侍、征西大将军，东平成王陆俟的孙子，陆颓的儿子。

## 生平
陆清都生性聪慧灵巧，历任长水校尉，获赐爵位广牧子，升任龙骧将军、游击将军、北中郎将，又转任转南中郎将，兼任鲁阳太守，晋升官爵名号为前将军。陆清都死后，朝廷追赠他为前将军、夏州刺史，谥号为顺。